# Willdenowia bolusii
Willdenowia bolusii är en gräsväxtart som beskrevs av Neville Stuart Pillans. Willdenowia bolusii ingår i släktet Willdenowia och familjen Restionaceae. Inga underarter finns listade i Catalogue of Life.